# محمد نيازي
محمد نيازي (ولد في يناير أو فبراير 1878- توفي 20 نوفمبر 1931) هو عثماني روماني المولد وأصله من تتار القرم شاعر، صحفي، مدرس، أكاديمي، ناشط لأسباب عرقية التتار.

## حياته
ولد في عائلة مسلمة من تتار القرم قطنت قرية بيتشينياغا في دبروجة الشمالية (رومانيا).